# Lady Bedfort
Lady Bedfort war eine Hörspielserie von John Beckmann, Michael Eickhorst und Dennis Rohling, die beim Osnabrücker Hörspiellabel Hörplanet erschien. Die Krimiserie spielt in der kleinen englischen Ortschaft Broughton an der Küste Englands zur heutigen Zeit.
Hauptfigur ist Lady Clara Bedfort (bis Folge 26 gesprochen von Barbara Ratthey († 2009), ab Folge 27 bis 55 von Waltraud Habicht, ab Folge 56 bis Folge 77 von Margot Rothweiler und ab Folge 78 von Isabella Grothe), die mit ihrem Butler Max (gesprochen von Dennis Rohling), ein wenig im Stil von Miss Marple, Kriminalfälle löst – nicht immer zur Freude des örtlichen Inspektors Samuel Miller (gesprochen von Santiago Ziesmer).
Neben dem Ende 2009 ausgeschiedenen John Beckmann haben auch Sebastian Weber, Dennis Rohling, Michael Eickhorst, Marc Freund, Thorsten Beckmann, Yann Krehl, Wolfgang Schroeder, Frederic Brake, Ulrike Rylance und Esther Kaufmann Manuskripte für die Serie verfasst.

## Folgenindex
1. Lady Bedfort und das Grab im Moor (März 2007)
2. Lady Bedfort und das Haus an der Witwenkreuzung (Mai 2007)
3. Lady Bedfort und der Tod auf der Weide (Mai 2007)
4. Lady Bedfort und der letzte Gast (Juli 2007)
5. Lady Bedfort und der geheimnisvolle Krämer (Juli 2007)
6. Lady Bedfort und der Fang der Fischer (November 2007)
7. Lady Bedfort und der Mord in der Manege (November 2007)
8. Lady Bedfort und das Vermächtnis des Eisanglers (Januar 2008)
9. Lady Bedfort und das Geheimnis der Tauben (Januar 2008)
10. Lady Bedfort und das Sterben im Herbst (März 2008)
11. Lady Bedfort und die letzte Fahrt des Mr. Goodwin (März 2008)
12. Lady Bedfort und der Fall der Mönche (Mai 2008)
13. Lady Bedfort und der Mord im Dunkeln (Juli 2008)
14. Lady Bedfort und der Wald in Flammen (Juli 2008)
15. Lady Bedfort und die goldenen Felder (September 2008)
16. Lady Bedfort und der Plan des Bösen (November 2008)
17. Lady Bedfort und der Fluch von Loveham Hall (November 2008)
18. Lady Bedfort und die Papageieninsel (Januar 2009)
19. Lady Bedfort und das Mörderspiel 1 (März 2009)
20. Lady Bedfort und das Mörderspiel 2 (März 2009)
21. Lady Bedfort und der schreckliche Nachbar (März 2009)
22. Lady Bedfort und der Tod an der Landstraße (Mai 2009)
23. Lady Bedfort und das Erbe der Greedlands (Mai 2009)
24. Lady Bedfort und die Truhe des Kapitäns (Juli 2009)
25. Lady Bedfort und die Trauer der Zigeuner (Juli 2009)
26. Lady Bedfort und die Täuschung im Zug (September 2009)
27. Lady Bedfort und der Weihnachtserpresser (Dezember 2009)
28. Lady Bedfort und die schwarze Dame (Dezember 2009)
29. Lady Bedfort und der Tod in den Highlands (Dezember 2009)
30. Lady Bedfort und der seltsame Mieter (Februar 2010)
31. Lady Bedfort und das Feuer in der Nacht (Februar 2010)
32. Lady Bedfort und die Leichenlichtung (April 2010)
33. Lady Bedfort und der Tod im Theater (Juni 2010)
34. Lady Bedfort und die roten Falken (Dezember 2010)
35. Lady Bedfort und die Katzen von Broughton (Januar 2011)
36. Lady Bedfort und der Tote im Kanal (Januar 2011)
37. Lady Bedfort und die Streiche des Hutmachers (Februar 2011)
38. Lady Bedfort und der Fund im Loch Ness (Februar 2011)
39. Lady Bedfort und der Teufel von Marbles Cove (Februar 2011)
40. Lady Bedfort und der Schatten im Maisfeld (8. April 2011)
41. Lady Bedfort und das Geheimnis der Schwäne (20. Mai 2011)
42. Lady Bedfort und der letzte Fall (20. Mai 2011)
43. Lady Bedfort und die ewige Ruhe (15. Juli 2011)
44. Lady Bedfort und der Scharlatan (15. Juli 2011)
45. Lady Bedfort und der mysteriöse Verlobte (21. Oktober 2011)
46. Lady Bedfort und der panische Maler (21. Oktober 2011)
47. Lady Bedfort und der kauzige Entführer (25. November 2011)
48. Lady Bedfort und die Sorgen des Mr. Bloom (27. Januar 2012)
49. Lady Bedfort und die Weisheit des Cicero (27. Januar 2012)
50. Lady Bedfort und das Grauen im Nachtexpress 1 (9. März 2012)
51. Lady Bedfort und das Grauen im Nachtexpress 2 (9. März 2012)
52. Lady Bedfort und das Tal des Unheils (11. Mai 2012)
53. Lady Bedfort und die Burgess-Tragödie (11. Mai 2012)
54. Lady Bedfort und die chinesische Uhr (13. Juli 2012)
55. Lady Bedfort und der verlorene Tag (13. Juli 2012)
56. Lady Bedfort und die Stimme des Zweifels (14. September 2012)
57. Lady Bedfort und die letzte Wette (14. September 2012)
58. Lady Bedfort und die Schatten der Vergangenheit (23. November 2012)
59. Lady Bedfort und die Rache der Druiden (23. November 2012)
60. Lady Bedfort und die elf Geschworenen (1. Februar 2013)
61. Lady Bedfort und die dunklen Gewässer 1 (1. Februar 2013)
62. Lady Bedfort und die dunklen Gewässer 2 (22. März 2013)
63. Lady Bedfort und die letzte E-Mail (22. März 2013)
64. Lady Bedfort und der Dolch im Rücken (24. Mai 2013)
65. Lady Bedfort und die Mördergrube (24. Mai 2013)
66. Lady Bedfort und die Providence-Verschwörung (31. August 2013)
67. Lady Bedfort und die verschlossene Kammer (31. August 2013)
68. Lady Bedfort und die drei Furien (25. Oktober 2013)
69. Lady Bedfort und die eingebildete Kranke (15. November 2013)
70. Lady Bedfort und der Mann mit der grünen Trompete (28. Februar 2014)
71. Lady Bedfort und die tödlichen Tricks (28. Februar 2014)
72. Lady Bedfort und der mörderische Jackpot (25. April 2014)
73. Lady Bedfort und die Stimme aus der Hölle (2. Mai 2014)
74. Lady Bedfort und die Leiche aus dem Mittelalter (27. Juni 2014)
75. Lady Bedfort und die blutigen Klippen (18. Juli 2014)
76. Lady Bedfort und die Spur ins Grab  (24. Oktober 2014)
77. Lady Bedfort und der Racheengel (24. Oktober 2014)
78. Lady Bedfort und die Schreie im Nebel (9. Januar 2015)
79. Lady Bedfort und die Redcap-Morde (9. Januar 2015)
80. Lady Bedfort und der Mord am Telefon (27. März 2015)
81. Lady Bedfort und der Tod über den Wolken (27. März 2015)
82. Lady Bedfort und die Leiche im ewigen Eis (26. Juni 2015)
83. Lady Bedfort und der Mord im Fahrstuhl (26. Juni 2015)
84. Lady Bedfort und die Schlacht von Broughton (28. August 2015)
85. Lady Bedfort und der Preis des Erfolgs (28. August 2015)
86. Lady Bedfort und die Bestie von Bodmin Moor (23. Oktober 2015)
87. Lady Bedfort und das andalusische Schwert (23. Oktober 2015)
88. Lady Bedfort und das Rätsel der Rennbahn (19. Februar 2016)
89. Lady Bedfort und das Phantom von Broughton (19. Februar 2016)
90. Lady Bedfort und die Rache des Zinkers (27. Mai 2016)
91. Lady Bedfort und das Geständnis des Richters (27. Mai 2016)
92. Lady Bedfort und der gestohlene Abschied (29. Juli 2016)
93. Lady Bedfort und die Todesmelodie (29. Juli 2016)
94. Lady Bedfort und die blutige Madonna (30. September 2016)
95. Lady Bedfort und das perfekte Verbrechen (30. September 2016)
96. Lady Bedfort und der Schatten über Glencoe 1 (28. April 2017)
97. Lady Bedfort und der Schatten über Glencoe 2 (28. April 2017)
98. Lady Bedfort und das Grauen im Keller (28. Juli 2017)
99. Lady Bedfort und die blutige Baustelle (28. Juli 2017)
100. Lady Bedfort und der Nachtfalke (27. Oktober 2017)[1]

## Specials
- Am 18. April 2009 wurde im Osnabrücker Veranstaltungsrestaurant Blue Note das Hörspiel Lady Bedfort und der Mord in der Manege mit Marianne Groß in der Titelrolle live vor 175 Zuschauern gespielt.

## Hörbücher
- 2015: Marc Freund: Die Stille des Todes, Hörplanet, (gelesen von Dennis Rohling)
- 2018: Michael Eickhorst: Die Leiche ohne Gesicht,  Greenskull Entertainment, (gelesen von Dennis Rohling) – Buch: ISBN 978-1976712326
- 2018: Michael Eickhorst: Der Fluch des Jaguars,  Greenskull Entertainment, (gelesen von Dennis Rohling) – Buch: ISBN 978-1980593362
- 2018: Michael Eickhorst: Das Monster von Marbles Cove,  Greenskull Entertainment (gelesen von Dennis Rohling) – Buch: ISBN 978-1980833277
- 2018: Michael Eickhorst: Das Grauen über London, Greenskull Entertainment (gelesen von Dennis Rohling) – Buch: ISBN 978-1983056505
- 2018: Michael Eickhorst: Der Leichengarten, Greenskull Entertainment (gelesen von Dennis Rohling) – Buch: ISBN 978-1718015395
- 2018: Michael Eickhorst: Mörderisches Fest, Greenskull Entertainment (gelesen von Dennis Rohling) – Buch: ISBN 978-1729030059
- 2019: Michael Eickhorst: Der letzte Gang, Greenskull Entertainment (gelesen von Dennis Rohling) – Buch: ISBN 978-1790419654
- 2019: Michael Eickhorst: Tod im Spukschloss, Greenskull Entertainment (gelesen von Dennis Rohling) – Buch: ISBN 978-1792193163
- 2019: Michael Eickhorst: Dreamland in Flammen, Greenskull Entertainment (gelesen von Dennis Rohling) – Buch: ISBN 978-1793860668
- 2019: Michael Eickhorst: Ärger im Revier, Greenskull Entertainment (gelesen von Dennis Rohling) – Buch: ISBN 978-1793923868
- 2019: Michael Eickhorst: Geister der Vergangenheit (gelesen von Dennis Rohling), Greenskull Entertainment – Buch: ISBN 978-1090391407
- 2019 (Audible: 2020): Dennis Rohling: Familienbande (gelesen von Dennis Rohling), Greenskull Entertainment – Buch: ISBN 978-1096385707
- 2019 (Audible: 2020): Michael Eickhorst: Der fliegende Tod (gelesen von Dennis Rohling), Greenskull Entertainment – Buch: ISBN 978-1070890364
- 2019: Dennis Rohling (Herausgeber), Michael Eickhorst: Interview mit einer Bestie (gelesen von Dennis Rohling), Greenskull Entertainment – Buch: ISBN 978-1075145025
- 2019: Michael Eickhorst: Das Erbe der Stempfields (gelesen von Dennis Rohling), Greenskull Entertainment – Buch: ISBN 978-1086503616
- 2019: Michael Eickhorst: Der tote Strandjunge (gelesen von Dennis Rohling), Greenskull Entertainment – Buch: ISBN 978-1086318548
- 2019: Michael Eickhorst: der Aufstand (gelesen von Dennis Rohling), Greenskull Entertainment – Buch: ISBN 978-1698911106
- 2020: Michael Eickhorst: Die tödliche Prüfung, Greenskull Entertainment – Buch: ISBN 978-1712362419

## Auszeichnungen
- Im Mai 2008 wurde Barbara Ratthey mit dem Ohrkanus als Beste Sprecherin 2007 für ihre Darstellung der Lady Bedfort ausgezeichnet.
- Im April 2009 wurde Sarah Riedel mit dem Ohrkanus als Beste Sprecherin in einer Nebenrolle 2008 für ihre Darstellung der Joan Loveham in Folge 17 ausgezeichnet.
- Im Februar 2010 wurde Barbara Ratthey postum mit dem Hörspiel-Award als Beste Sprecherin 2009 für ihre Darstellung der Lady Bedfort ausgezeichnet.